# Agostinho de Vasconselos
Agostinho de Vasconselos (* 1970 in Cai Uailita, Afaloicai (Uatucarbau), Portugiesisch-Timor; † 28. November 2014 in Dili, Osttimor) war ein Geistlicher der Protestantischen Kirche in Osttimor (IPTL).

## Werdegang
Vasconselos besuchte ab 1978 die Grundschule in Baguia, ab 1984 die Präsekundarschule Nr. 2 in Dili und bis 1990 die Technische Schule in Becora. Es folgte bis 1995 ein Bachelorstudium an der Theologischen Fakultät der Indonesischen Christlichen Universität Tomohan in Nordsulawesi, mit Schwerpunkt Religionsphilosophie, und die Ausbildung zum protestantischen Pfarrer. 1996 wurde er in Osttimor zum Pfarrer ordiniert. Am 19. November schloss Vasconselos sein Masterstudium in Friedens- und Konfliktforschung an der Universitas Timor Timur ab.
Von 1996 bis 1999 war Vasconselos Pfarrer in Oe-Cusse Ambeno und von 1999 bis 2000 in der Maranatha-Kirche in Baucau. Ab 2000 war er Pfarrer der Protestantischen Kirche in Dili. Vasconselos war außerdem Sekretär der Abteilung für die Jugend der IPTL.
Am 21. Januar 2002 wurde er zu einem der sieben Kommissare der Empfangs-, Wahrheits- und Versöhnungskommission (CAVR) vereidigt. Sie sollte die Menschenrechtsverletzungen, die zwischen dem 25. April 1974 und 25. Oktober 1999, in Osttimor, von den verschiedenen Seiten begangen wurden, untersuchen. Am 31. Oktober 2005 übergab die CAVR ihren Bericht, der die Gewalttaten aufarbeiten sollte. Nach der Beendigung der Arbeit wurde Vasconselos Executive Director des Secretariado Técnico Pós-Comissão de Acolhimento, Verdade e Reconciliação (STP-CAVR), das am 20. Dezember 2005 gegründet wurde. 2014 trat er von diesem Amt zurück.
2010 wurde Vasconselos bei der Generalversammlung der Asiatischen Christlichen Konferenz in Malaysia für den Zeitraum 2010–2015 zum Mitglied des Ausschusses für internationale Angelegenheiten gewählt.
Im April 2014 wurde er zum Generalkonsul Osttimors im indonesischen Kupang ernannt.
Vasconselos verstarb am 28. November 2014 im Hospital Nacional Guido Valadares an den Folgen eines Herzinfarkts.

## Familie
Agostinho war das siebte Kind von António de Vasconselhos und Albertina Amaral.
Seine Brüder waren der Pastor und Politiker Francisco de Vasconcelos und der Militär und ehemaligen Staatspräsidenten Taur Matan Ruak. Dazu kommen noch fünf Schwestern. Der Cousin Francisco Maria de Vasconcelos war Oberhaupt der IPTL.
Bei seinem Tode hinterließ Vasconselos zwei Töchter im Alter von vier und sechs Jahren.
Vasconselos gehörte zur Ethnie der Naueti.